# Barbaraella mainae
Barbaraella mainae es una especie de arácnido  del orden Pseudoscorpionida de la familia Chernetidae.
Pica bastante

## Distribución geográfica
Se encuentra en el oeste de Australia.